# Tympanogryllus
Tympanogryllus är ett släkte av insekter. Tympanogryllus ingår i familjen syrsor.
Kladogram enligt Catalogue of Life:
| Tympanogryllus | \| \| Tympanogryllus cyclopterus \| \| \| \| \| \| Tympanogryllus solomonicus \| \| \| \| \| \| Tympanogryllus tympanopterus \| \| \| \| |
|                | \| \| Tympanogryllus cyclopterus \| \| \| \| \| \| Tympanogryllus solomonicus \| \| \| \| \| \| Tympanogryllus tympanopterus \| \| \| \| |
|                | Tympanogryllus cyclopterus |
|                | |
|                | Tympanogryllus solomonicus |
|                | |
|                | Tympanogryllus tympanopterus |
|                | |